# ジョアキム・ミール
ジョアキム・ミール（カタルーニャ語表記: Joaquim Mir i Trinxet、スペイン語表記: Joaquín Mir y Trinxet、1873年1月6日 - 1940年4月27日）はスペインの画家である。19世紀末から興った「カタルーニャ・モデルニスモ」を代表する画家とされ、鮮やかな色彩の風景画を描いた。

## 略歴
バルセロナに生まれた。バルセロナの美術学校 (Escola de Belles Arts de Barcelona) で学んだが、中退した。1893年にイシドラ・ノネイやリカルド・カナルス、ラモン・ピチョット、Juli Vallmitjana、アドリアー・グアルといった若い画家たちと「Colla del Safrà（サフラン色の会）」または「pandilla de Sant Martí（サンマルティ派）」と呼ばれる美術家グループを結成した。
1901年に有力なバルセロナの実業家の叔父、Avelino Trinxet邸（Casa Trinxet）の装飾画を描いた。1901年には、「カタルーニャ・モデルニスモ」を推進した画家、文学者のサンティアゴ・ルシニョールとマヨルカ島へ旅し、海岸の村 Sa Calobra に滞在し、島の風景を描いた。1900年からマヨルカ島に滞在していたベルギーの象徴主義の画家、ウィリアム・ドグーヴ・ド・ヌンクとも知り合い影響を受けたともされる。
1904年にノイローゼになって1905年から1906年の間はタラゴナ県のレウスの病院で治療を受け、1906年にタラゴナ県の L'Aleixar などの風景を描き、風景画家として認められるようになった。1913年から Mollet del Vallès に住み、1918年から Caldas de Montbui に住んだ。1921年に結婚し、ビラノバ・イ・ラ・ジャルトルに住んだ。その後もカタルーニャの各地やアンドラなどで活動した。

## 作品

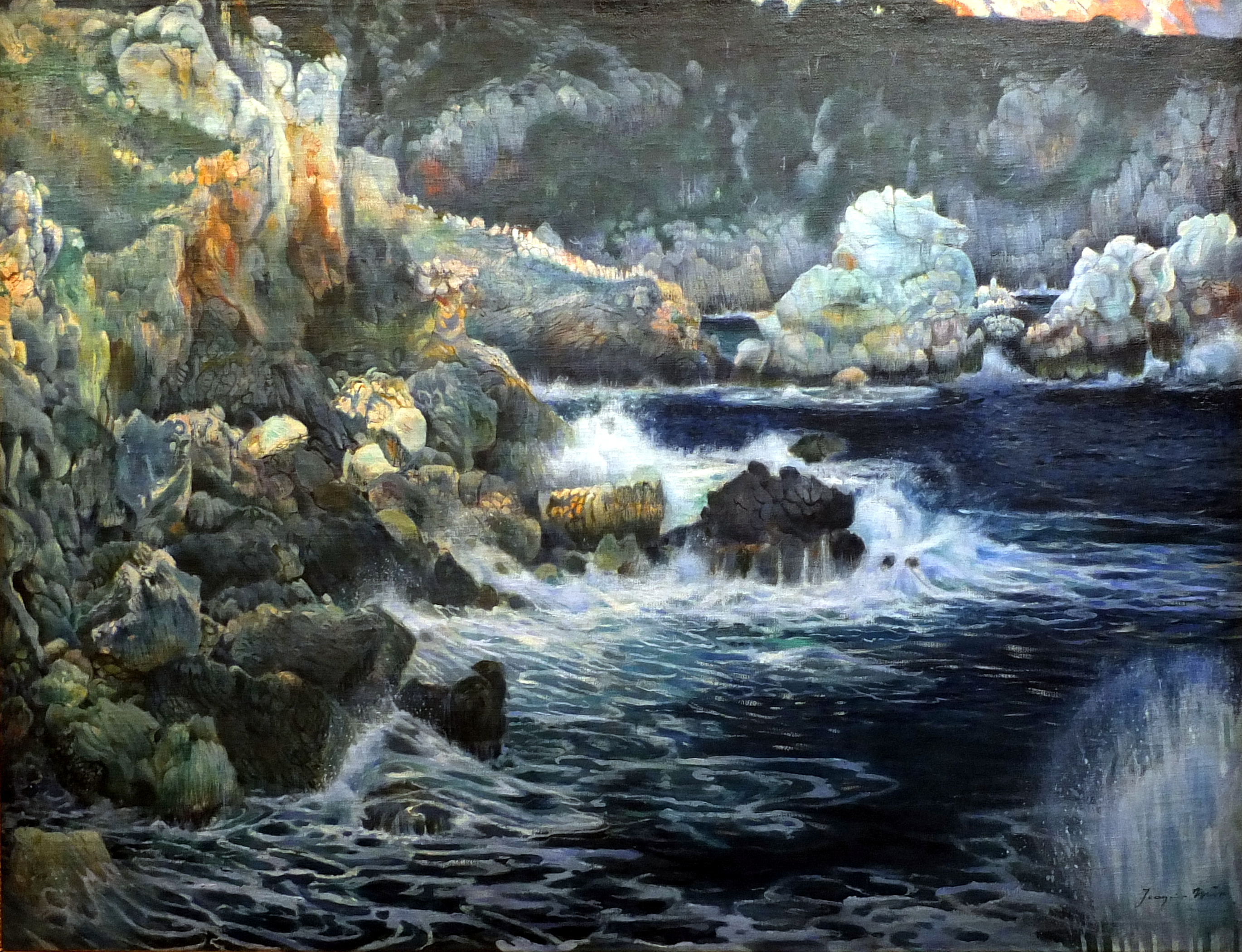
魅力的な入り江 (1903)
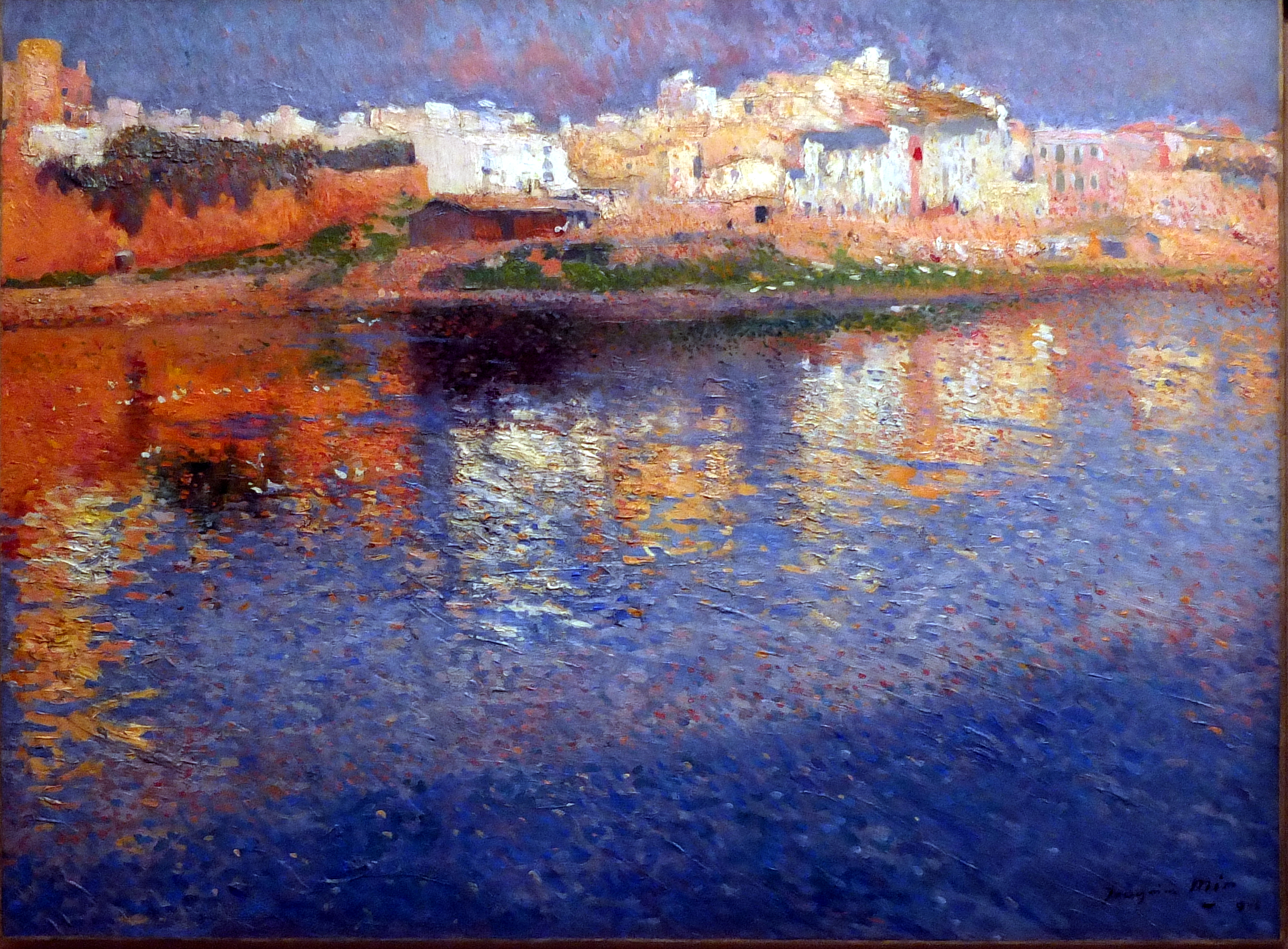
Reflections
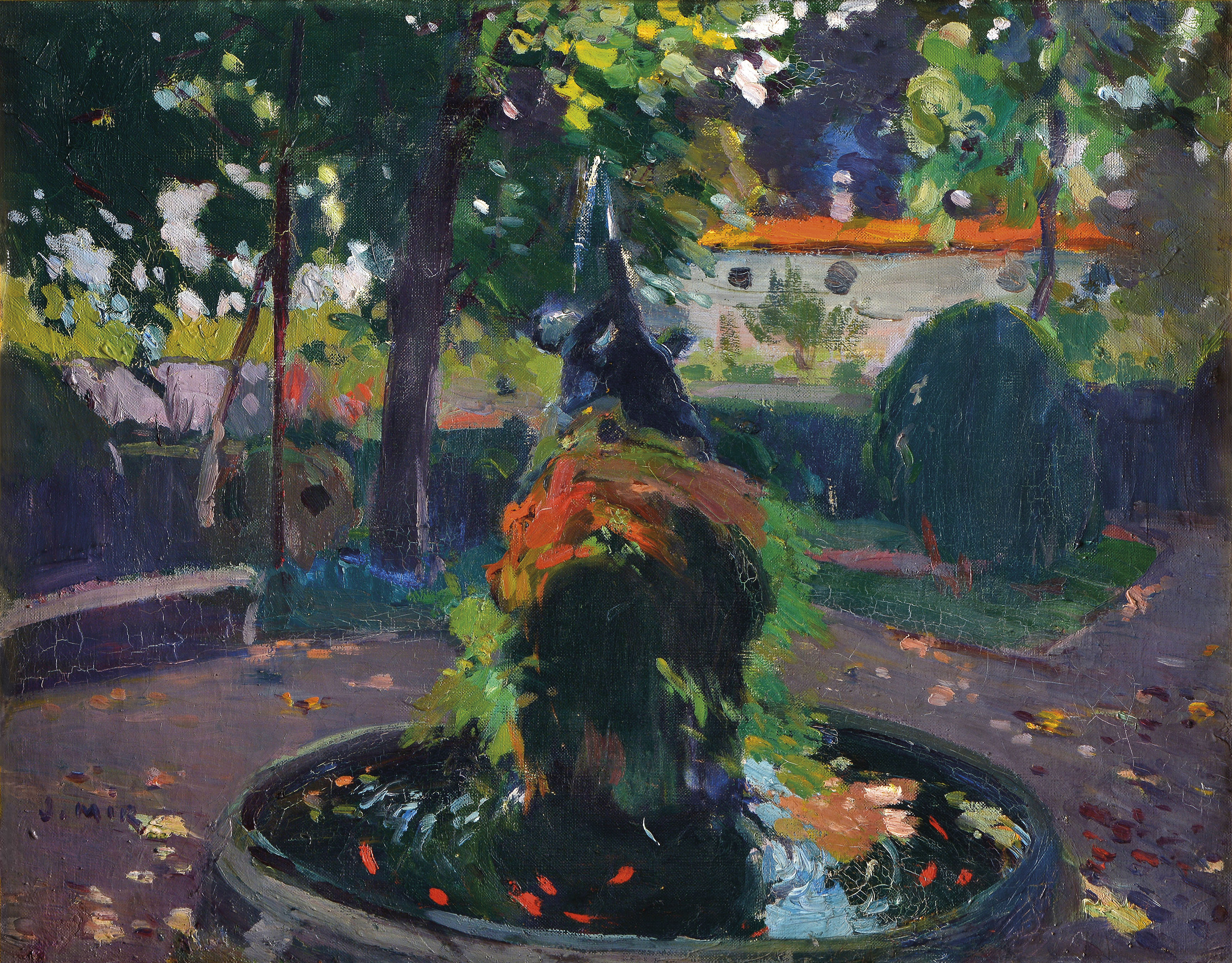
噴水 (c.1914)

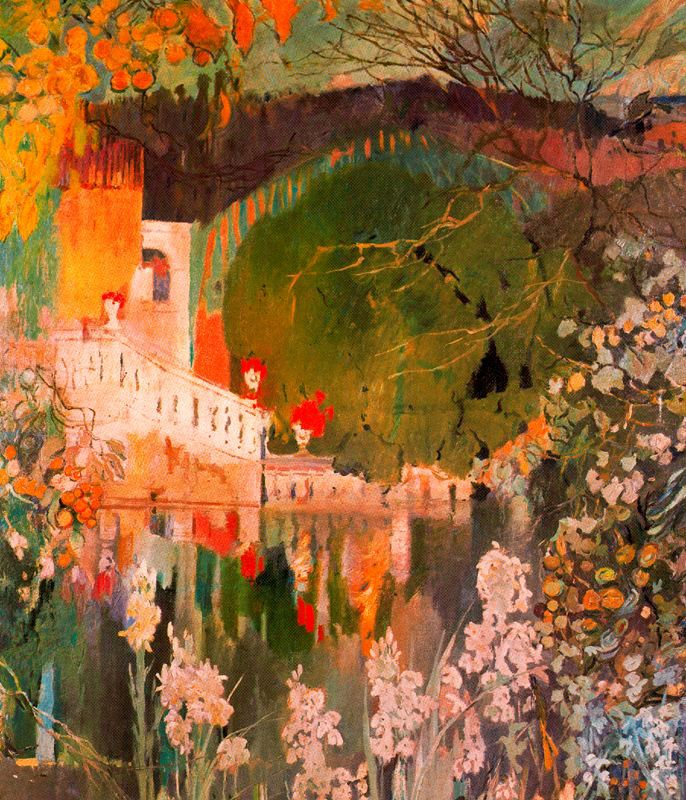
Casa Trinxetの壁画 (1901)
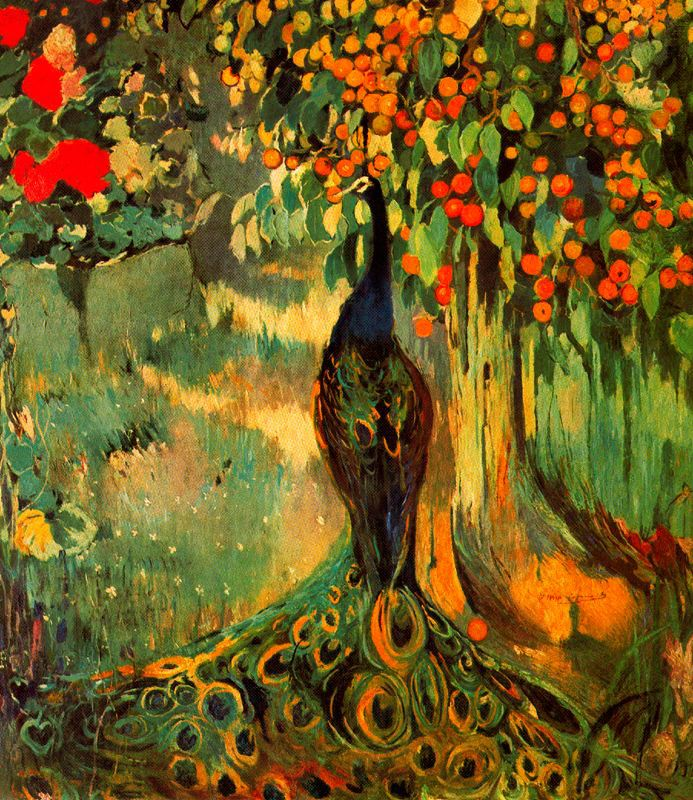
Casa Trinxetの壁画 (1901)
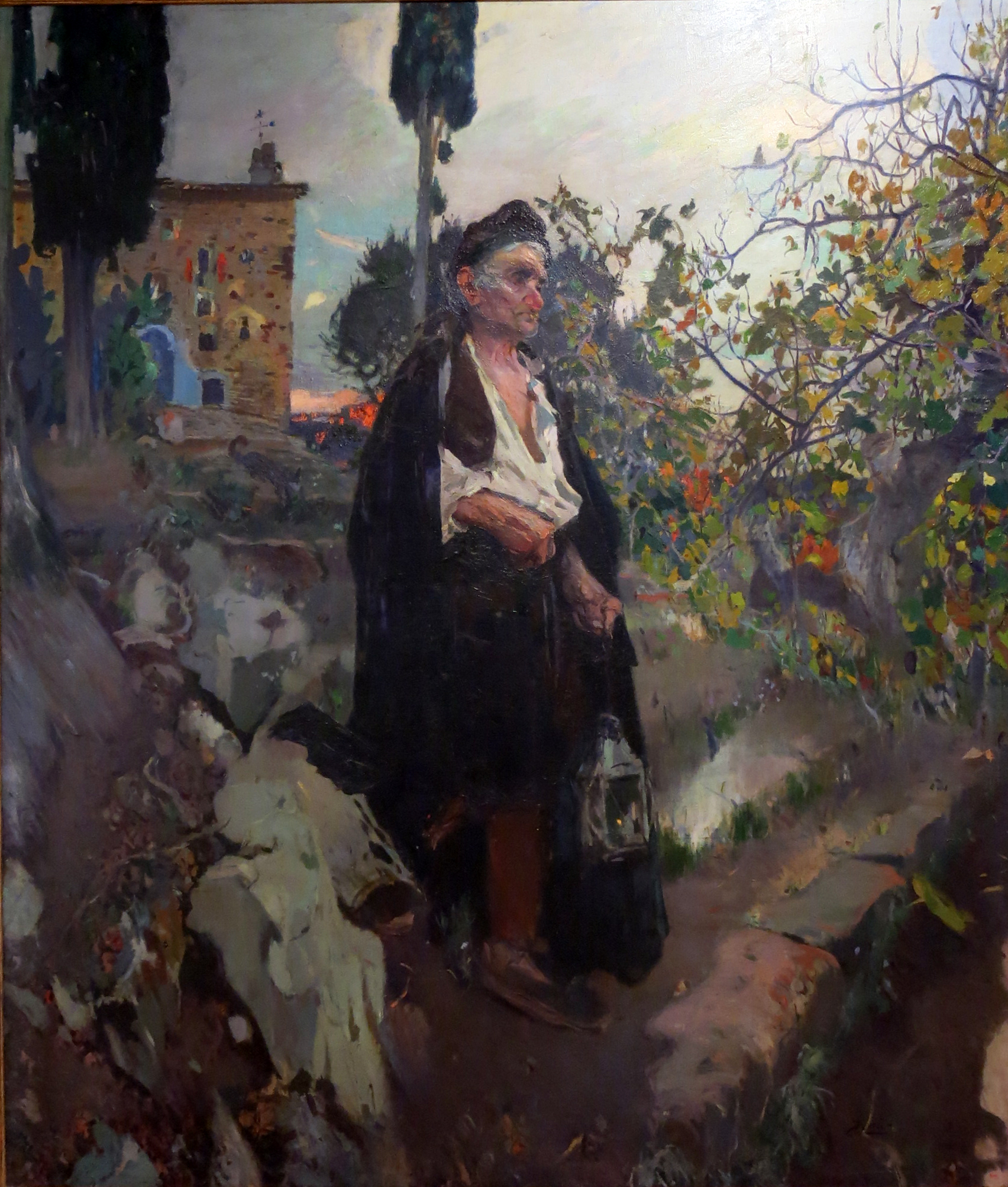
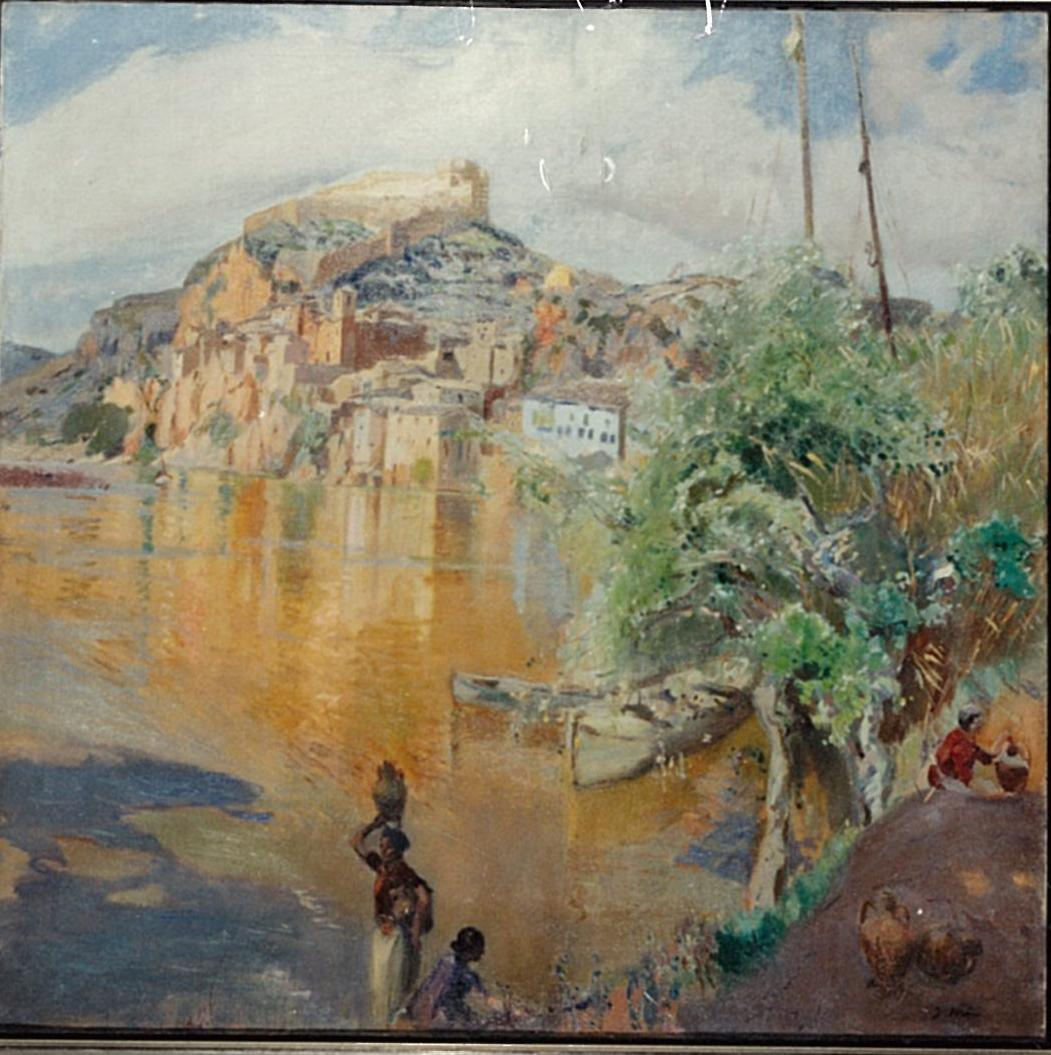